# Tanzanias flagga
Tanzanias flagga är blå och grön med ett diagonalt svart fält, där det svarta fältet omges av skiljeränder i gult. Flaggan antogs av Tanzania den 30 juni 1964 och har proportionerna 2:3.

## Symbolik
Det svarta i flaggan står för befolkningen, den gröna färgen står för landet, blått symboliserar havet och gult representerar mineralfyndigheterna.

## Historik
Flaggan skapades när Tanganyika och Zanzibar ingick union. Den moderna flaggan baserar sig på det Tanganyikas och Zanzibars tidigare flaggor. Tanganyikas flagga hade tre horisontella band i färgerna grönt-svart-grönt med gula skiljeränder, och var i sin tur baserad på det största politiska partiet vid självständigheten, Tanganyika African National Union. Zanzibars flagga var baserat på AfroShirazi-partiets flagga, med ränder i grönt, svart och blått samt en vertikal rand vid flaggans inre kant. I den nya gemensamma flaggan snedställdes fälten så att inget av flaggans element skulle dominera de andra.
När Tanzania bildades 1964 omarbetades även statsvapnet.
På Zanzibar används en unionsflagga, den zanzibariska flaggan med den tanzaniska i övre hörnet.
Tanganyikas flaggor:

Tyska Östafrikas flagga 1885-1918.
Brittiska Tanganyikas flagga 1919-1961.
Tanganyikas flagga efter 1962.

Zanzibars flaggor:

Sultanatet Omans flagga. Zanzibar var en omansk besittning 1698-1856
Sultanatet Zanzibars flagga 1856 - 1896
Den zanzibariska unionsflaggan som används i dag.